# Дыра в голове
«Дыра в голове» (англ. A Hole in the Head) — кинофильм режиссёра Фрэнка Капры, вышедший на экраны в 1959 году. Экранизация одноимённой пьесы Арнольда Шульмана, который написал и сценарий картины. Композиция «High Hopes» (музыка Джимми ван Хойзена, слова Сэмми Кана), исполненная в фильме Фрэнком Синатрой, была удостоена премии «Оскар» за лучшую оригинальную песню. Кроме того, лента получила номинации на премию Гильдии режиссёров США за лучшую режиссуру полнометражного художественного фильма и на премию Гильдии сценаристов США за лучшую американскую комедию.

## Сюжет
Владелец небольшого отеля в Майами Тони Манетта находится на грани банкротства. Несмотря на отсутствие средств и необходимость заботиться об 11-летнем сыне Элли, он любит роскошный образ жизни и весёлое времяпрепровождение в компании той или иной красивой женщины. Получив уведомление о конфискации отеля, Тони обращается к своему строгому и скупому брату Марио. Решив, что что-то не так со здоровьем племянника, Марио прилетает в Майами с женой Софи, однако не желает в очередной раз вытаскивать брата из неприятностей. В обмен на финансовую поддержку Марио требует от Тони остепениться и, в качестве первого шага, встретиться с миссис Роджерс — недавно овдовевшей приличной женщиной. Тони соглашается ради денег, рассчитывая позже повернуть ситуацию в свою пользу...

## В ролях
- Фрэнк Синатра — Тони Манетта
- Эдвард Г. Робинсон — Марио Манетта
- Эдди Ходжес — Элли Манетта
- Элинор Паркер — Элоиза Роджерс
- Кэролин Джонс — Ширл
- Тельма Риттер — Софи Манетта
- Кинан Уинн — Джерри Маркс
- Джои Лэнсинг — Дорин
- Конни Сойер — мисс Уэкслер
- Джеймс Комэк — Джулиус Манетта
- Даб Тейлор — Фред
- Джордж Девитт — Менди Йейлс
- Бенни Рубин — Эйб Даймонд
- Руби Дэндридж — Салли